# Đồng Khánh
Kaiser Đồng Khánh (Hán tự: 同慶; * 19. Februar 1864 in Huế; † 28. Januar 1889 ebenda) war der neunte Kaiser der vietnamesischen Nguyễn-Dynastie. Am 19. September 1885 wurde er als Kaiser inthronisiert und bekleidete dieses Amt bis zu seinem Tode. Sein eigentlicher Name war Nguyễn Phúc Ưng Kỷ, auch Nguyễn Phúc Biện, als Ärabezeichnung wählte er „Đồng Khánh“. Seine unter diese Devise gestellte Ära begann am 7. November 1885 und endete mit dem 1. Februar 1889.
Đồng Khánh ist einer der verachtetsten Kaiser dieser Zeit. Es ist wenig von ihm bekannt.

## Leben
Nguyễn Phúc Ưng Kỷ war ein Sohn von Prinz Nguyễn Phúc Hồng Cai. Da sein Onkel, Kaiser Tự Đức, keine Kinder bekam, wurde er adoptiert und zum Herzog von Kiên Giang ernannt. Trotzdem folgte Ưng Kỷ nach dem Tod des Onkels 1883 ihm nicht auf den Thron, sondern zunächst Dục Đức (abgesetzt nach drei Tagen), dann Hiệp Hòa (vergiftet nach vier Monaten), danach Kiến Phúc (vergiftet nach acht Monaten) und schließlich Hàm Nghi.
Am 4. Juli 1885 entführte der Regent Tôn Thất Thuyết den jungen Kaiser Hàm Nghi aus der Verbotenen Stadt und brachte ihn als Symbolfigur einer Widerstandsbewegung gegen die Franzosen in die Berge. Um Hàm Nghi die Legitimität zu entziehen, inthronisierten die Franzosen am 19. September 1885 statt seiner Nguyễn Phúc Ưng Kỷ als neuen Kaiser, als der er die Ärabezeichnung Đồng Khánh wählte.
Đồng Khánh stand völlig unter der Kontrolle der Franzosen und verließ sich auf deren Wohlwollen. Dies zeigte sich sofort: Der neue Kaiser ging persönlich zum Vertreter Frankreichs, um sich bei diesem für den Thron zu bedanken. Das war eine den Vietnamesen verächtliche Tat, vor allem ihres Symbolcharakters wegen. Der „erhabene Gelbe Kaiser“ hatte zum einen niemals zu irgendjemandem selbst hinzugehen; Leute mussten immer zu ihm kommen, sonst schien es, als wären sie größer als der Kaiser. Zum anderen war es für den „Sohn des Himmels“ eine Schande, jemandem (einem Ausländer gar) zu danken, ihn zum Kaiser gemacht zu haben – war doch einzige Quelle seiner Autorität der „Mantel des Himmels“ und niemandem als dem Himmel gegenüber war er verantwortlich.
Die Franzosen lobten Đồng Khánh für seine Kooperation, die Vietnamesen verurteilten ihn als Kollaborateur. Seine Truppen unterstützten brutal die Unterdrückung der Freiheitsbewegung von Hàm Nghi, seine Politik gab der Gründung der französischen Union von Indochina die Legitimation, die den Franzosen eine noch stärkere Kontrolle über Vietnam ermöglichte.
Als Đồng Khánh auf Geheiß der Franzosen eine Reise durch das Land unternahm, um für Kooperation und Gehorsam zu werben, wurde seine Prozession attackiert, er musste fliehen. Die Franzosen arrangierten für seine Rückkehr nach Huế eine bewaffnete Flotte aus Dschunken. Seitdem hielten sie ihn isoliert. Schließlich wurde er krank und starb 1889.
Nach Đồng Khánhs Tod wählten die Franzosen keines seiner noch sehr jungen Kinder als Nachfolger; die beiden nächsten Kaiser waren Nachfahren von Kaiser Dục Đức – sie erwiesen sich jedoch als unkooperativ. Die darauffolgenden letzten beiden Kaiser, Khải Định und Bảo Đại, waren dagegen Sohn und Enkel Đồng Khánhs. Beide Kaiser kooperierten ebenfalls willig mit den Franzosen.
Die First Lady Südvietnams, Madame Nhu (Trần Lệ Xuân, Schwägerin Ngô Đình Diệms, Frau Ngô Đình Nhus), war eine Urenkelin Đồng Khánhs.